# 10,5 cm armata m/34
10,5 cm kanon M/34 – szwedzka armata polowa firmy Bofors produkowana dla Szwecji w latach trzydziestych i czterdziestych.  Z początku produkowana dla obrony wybrzeża, następnie dla sił lądowych, pod nieznacznie zmienionym oznaczeniem 10,5 cm kanon m/34. Armata była rozwinięciem wcześniejszego działa 10,5 cm kanon M/27.
Finlandia zakupiła 12 dział w 1939-1940 i używała je pod oznaczeniem 105 K/34.  Armaty były też produkowane na licencji w Szwajcarii. Część egzemplarzy została zakupiona przez Węgry i Tajlandię.